# El prisionero de la reja de hierro
El prisionero de la reja de hierro es un documental brasileño escrito y dirigido por Paulo Sacramento que muestra el sistema carcelario de La Casa de Detenção de São Paulo, más conocida por Carandiru, por estar situada en el barrio del mismo nombre. En esta prisión tuvieron lugar en el año 1992 los sucesos conocidos como Masacre de Carandiru.

## Historia
En 1983 el periodista Percival de Souza escribió un libro titulado O prisioneiro da grade de ferro que mostró al público la realidad de las prisiones brasileñas que hasta la fecha apenas se conocía.
Años más tarde, en 2003 se filmó la película documental con el mismo nombre O prisioneiro da grade de ferro (auto – retratos), en español El prisionero de la reja de hierro (autorretratos) dirigida, escrita y producida por Paulo Sacramento. El documental muestra el sistema carcelario de La Casa de Detenção de São Paulo, más conocida por Carandiru, por estar situada en el barrio del mismo nombre. 
Construida y diseñada por Samuel das Neves en 1920, fue la prisión más grande de América del sur con más de 8.000 presos y considerada en aquel entonces como modelo de prisión al cumplir con las exigencias del Código Penal de 1890. Estuvo activa hasta 2002. 
El documental se exhibió en el festival de Río de Janeiro de 2003. Desde entonces se ha presentado a diferentes festivales y ha ganado varios premios, entre ellos el premio al mejor documental en el festival de Málaga.

## Sinopsis del documental
El 2 de octubre de 1992 hubo una revuelta en el centro penitenciario de Carandiru. Tras la nefasta actuación de la policía, que redujo de forma violenta a los presos,  se contabilizaron 111 muertos. Por dicho episodio, conocido como la masacre de Carandiru y considerado la violación de derechos humanos más grande en toda la historia de Brasil, es conocida mundialmente esta penitenciaria.
9 años después, en el 2001, un equipo de cine ingresa en la Casa de Detenção de São Paulo y enseña a un grupo de presos cómo funcionan las cámaras de video. A partir de esta primicia el documental expone la realidad interna de los presos, donde ellos mismos registran durante 7 meses más de 170 horas de sus vidas cotidianas dentro de la prisión, antes de su demolición en 2002.
De acuerdo con el director la idea de hacer este documental surgió en 1996 porque “tenía especialmente una curiosidad por esa cuestión carcelaria que conocía tan mal. Quise hacer una película sobre una cosa de la cual no conocía absolutamente nada.”
El impactante comienzo donde a partir de polvo y por un proceso inverso se reconstruye Carandiru, deja entrever que hasta entonces se ha hablado poco o nada sobre este asunto. 
A lo largo del documental se nos muestras diferentes partes de la prisión: la entrada de nuevos presos y su posterior separación en los diferentes pabellones, cómo se distribuye la comida celda por celda sin que dispongan de un comedor abierto, cómo hay algunos presos que se ganan la vida haciendo diferentes trabajos o las pésimas condiciones en las que están algunos reclusos cuando se filma el hospital de la cárcel. 
En un momento del documental, cuando se muestra las celdas de seguridad grabadas por uno de los presos, se evidencia el deplorable estado en el que deben vivir: los presos están 24 horas al día encerrados con tan solo 2 horas libres el sábado para ducharse. No tienen agua, ni jabón y viven “peor que los animales”, hacinados como tales. El recluso que graba no puede hacer más que suplicar que si alguien de derechos humanos ve lo que sucede en dicha prisión hagan algo por ellos. 
Además de las grabaciones que nos muestran la vida cotidiana dentro de la cárcel, también hay entrevistas con diferentes exdirectores de la cárcel y algunos funcionarios. Según Sérgio Zeppelin, exdirector de los pabellones 7 y 9, “la cárcel no recupera a nadie, solo mantiene al delincuente fuera de la sociedad.”
Descrito como el portal del infierno por uno de los presos, El prisionero de la reja de hierro propone reflexionar sobre los derechos humanos mostrando las condiciones inhumanas en las que se encuentran los reclusos. El documental revela la ineficacia del sistema penitenciario en Brasil y su posterior fallida en el proceso de reinserción de los presos, quienes regresan a la sociedad más violentos que antes.

## Premios y festivales
Premios:
- Prêmio da Crítica como Documentário Longa Metragem em 35mm en el 31.er Festival do Grado - RS, Brasil (2003)

- Mención especial en la 60ª Mostra Internacionale d'Arte Cinematografica di Venezia - Venezia, Italia (2003)

- Medalla de plata en el Filmaker Doc Festival - Italia (2003)

- Premio al "Melhor Documentário - Competição Nacional" y “Melhor Documentário - Competição Internacional” en el Festival É Tudo Verdade – São Paulo /Río de Janeiro, Brasil (2003)

- Prêmio Especial do Júri en el Festival do Rio – Río de Janeiro, Brasil (2003)

- Mención Honrosa por parte del jurado en el Festival de Uruguay – Uruguay (2004)
- Mejor película en el Golden Owl Awwards – Feature Film Competition – 18º Leeds International Film Festival – Leeds, Reino Unido (2004)
- Mejor documental en el 7º Festival de Málaga – Málaga, España (2004)
- Mejor documental – Opera Prima en el 8º Festival internacional Latino – Americano de Cine de Los Ángeles – Los Ángeles, EE. UU. (2004)
- Mejor director debutante de documental en Tribeca Film Festival – Nueva York, EE. UU. (2004)
- Mejor director debutante en la Associação Paulista de Críticos de Arte – São Paulo, Brasil (2004)
- Mejor película Brasileña en la Revista de cine – Brasil (2004)
- Mejor director en Cinema Paulista (2005)
- Mejor documental en la Academia Brasileira do Cinema (2005)

Festivales:
- É tudo verdade, 8º Festival de documentales (2003)
- 31.er Festival de Gramado – Cine Brasileño y latino (2003)
- 60ª Mostra Internacionale d’Arte Cinematografica de Venezia – Italia (2003)
- 27º Festival des Films du Monde Montreal – Canadá (2003)
- Festival do Rio – Río de Janeiro (2003)
- Biarritz International Festival – Francia (2003)
- Filmmaker Doc Film Festival – Italia (2003)
- FórumDocBH - Brasil (2003)
- International Documentary Filmfestival Ámsterdam – Holanda (2003)
- 25º Festival Internacional Del Nuevo Cine Latinoamericano – Cuba (2003)
- Festival International de Programmes Audiovisuels – Francia (2004)
- 7ª Mostra de Cinema de Tiradentes – Brasil (2004)
- 27th Goteborg Film Festiva l – Suiza (2004)
- Thessaloniki Documentary Festival – Grecia (2004)
- Festival International du Film sur les Droits Humains – Suiza (2004)
- Rencontres du Cinémas d’Amerique Latines de Toulouse – Francia (2004)
- XIX Muestra de Cine Mexicano e Iberoamericano en Guadalajara – Méjico (2004)
- Amnestly International Film Festival – Holanda (2004)
- Festival Internacional de Cine de Uruguay – Uruguay (2004)
- Buenos Aires Festival Internacional de Cine Independiente – Argentina (2004)
- Tribeca Film Festival – EE. UU. (2004)
- 7º Festival de Málaga – España (2004)
- Encuentros del Otro Cine – Ecuador (2004)
- 6º Festival de Cinéma Brésilien de París – Francia (2004)
- Festival de Cinema Brasileiro de Miami – EE. UU. (2004)
- Premiere Brasil – NY, EE. UU. (2004)
- Mostra de cinema Brasileiro na América Latina – Méjico (2004)
- 8º Los Angeles Latino International Film Festival – EE. UU. (2004)
- 4º Festival de Cinema Brasileiro en Israel – Israel (2004)
- Mostra de Cinema Brasileiro na América Latina – Perú (2004)
- 8º Encuentro Latinoamericano de Cine de Lima – Perú (2004)
- Mostra de Cinema Brasileiro na América Latina – Argentina (2004)
- Festival Internacional de Helsinki – Finlandia (2004)
- Reel Afirm. Festival – EE. UU. (2004)
- Festival de Haifa – Israel (2004)
- 20th Warsaw International Film Festival – Inglaterra (2004)
- 18th Leeds International Film Festival (2004)
- Puerto Vallarta Film Festival of the Americans – Méjico (2005)
- 20.ª Festival Internacional de Cinema de Santa Bárbara – EE. UU. (2005)
- Festival Internacional de Cine Contemporáneo – Méjico (2005)
- 1ª Muestra Cine Brasil – Colombia (2005)
- Festivalissímo – Canadá (2005)
- 6º Festival Internacional de las Palmas de Gran Canaria – España (2005)
- Mostra Cinemateca Centro Galego de Arte da Imagem – España (2005)
- Festival Internacional de Cine Documental – Ecuador (2005)
- New Brasil / The UK Brasilian Film Festival – Inglaterra (2005)
- Ano do Brasil na França – Francia (2005)